# 日本国憲法第101条
日本国憲法 第101条（にほんこく（にっぽんこく）けんぽうだい101じょう）は、日本国憲法の第11章にある条文で、日本国憲法の施行と参議院の成立との関係について規定している。

## 条文
日本国憲法、e-Gov法令検索。

第百一条この憲法施行の際、参議院がまだ成立してゐないときは、その成立するまでの間、衆議院は、国会としての権限を行ふ。

## 沿革

### 大日本帝国憲法
なし

### 憲法改正要綱
なし

### GHQ草案
なし

### 憲法改正草案要綱
「憲法改正草案要綱」、国立国会図書館「日本国憲法の誕生」。

第六十衆議院ハ此ノ憲法ノ実施ノ日ヨリ参議院ノ正式ニ成立スル迄ノ間国会トシテノ権限ヲ行フモノトスルコト

### 憲法改正草案
「憲法改正草案」、国立国会図書館「日本国憲法の誕生」。

第九十八条この憲法施行の際、参議院がまだ成立してゐないときは、その成立するまでの間、衆議院は、国会としての権限を行ふ。

## 解説
日本国憲法施行日（1947年（昭和22年）5月3日）の段階で、参議院が成立していない場合に備えた規定であったが、結局、憲法施行前の同年4月20日に第1回参議院議員通常選挙が行われたため、実際にはこの条文が適用されることはなかった。なお、この選挙で選ばれた議員の任期は憲法施行日の1947年（昭和22年）5月3日から始まり、上位当選者半数は1953年（昭和28年）5月2日までの6年間、下位当選者半数は1950年（昭和25年）5月2日までの3年間となった（選出人数は上位・下位各125名ずつの合計250名でこの選挙のみ日本国憲法第102条の規定によりすべての参議院議員を一斉に選出した。）。